# Charles J. Jenkins

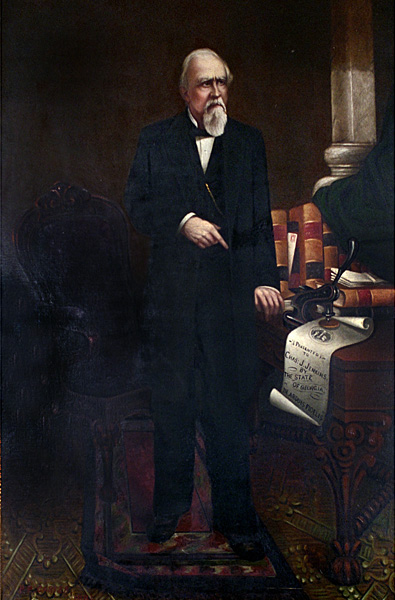
Charles J. Jenkins

Charles Jones Jenkins  (* 6. Januar 1805 in Beaufort, South Carolina; † 14. Juni 1883 in Augusta, Georgia) war ein US-amerikanischer Politiker und Gouverneur des Bundesstaates Georgia von 1865 bis 1868.

## Frühe Jahre und politischer Aufstieg
1816 zog seine Familie nach Georgia und ließ sich dort im Jefferson County nieder. Der junge Charles besuchte zunächst die University of Georgia, allerdings machte er dort keinen Abschluss. Diesen erlangte er 1824 am Union College in Pennsylvania.
Bereits 1830 wurde er als Demokrat in das Repräsentantenhaus von Georgia gewählt. Später wechselte er zu den Whigs. Zwischen 1831 und 1834 war er gleichzeitig Attorney General und Staatsanwalt. Mit einigen Unterbrechungen war er bis 1850 Abgeordneter im Kongress von Georgia und zeitweilig als Speaker Präsident des Hauses. 1850 verfasste er die sogenannte „Georgia Platform“. Dieses Dokument wurde auf einem Konvent gegen den Willen des damaligen Gouverneurs George W. Towns angenommen. Es unterstützte den Kompromiss von 1850 und lehnte einen Austritt Georgias aus der Union ab.
1852 kandidierte Jenkins an der Seite von Daniel Webster für die Vizepräsidentschaft. Sie traten für die Union Party an, eine kurzlebige Partei, die von ehemaligen Whigs gegründet worden war. Die Wahlen gingen allerdings verloren. Mit bundesweit nur 6994 Stimmen, was einem Anteil von 0,2 Prozent entsprach, belegten Webster und Jenkins lediglich den vierten Platz hinter dem siegreichen Demokraten Franklin Pierce, Whig-Kandidat Winfield Scott und John P. Hale von der Free Soil Party.
Vor der Wahl hatte Jenkins einen Kabinettsposten unter Präsident Millard Fillmore abgelehnt. 1853 bewarb er sich erfolglos um den Posten des Gouverneurs von Georgia. Anfang 1856 wurde er in den Senat von Georgia gewählt und 1860 von Gouverneur Joseph E. Brown zum Richter am Supreme Court of Georgia ernannt. Diese Stelle behielt er bis zum Ende des Bürgerkriegs. Auf dem Konvent, der 1861 den Austritt Georgias aus der Union beschloss, war er zuerst zurückhaltend. Als dann die Mehrheit für die Sezession stimmte, schloss er sich dann dieser bedingungslos an.

## Gouverneur von Georgia
Während des Krieges übte er sein 1860 angetretenes Amt als Richter aus. Nach dem Krieg war er eine der treibenden Kräfte auf dem verfassungsgebenden Kongress im Oktober 1865. Diese Versammlung annullierte den Sezessionsbeschluss von 1861 und verabschiedete eine neue Verfassung. Im November 1865 wurde er zum Gouverneur von Georgia gewählt. Dieses Amt hatte er bis 1868 inne. Bei seinem Amtsantritt war der Staat Georgia kriegsbedingt tief verschuldet und nahezu bankrott. Innerhalb von zwei Jahren gelang ihm eine deutliche Verbesserung auf diesem Gebiet. Dann allerdings legte er sich mit der Bundesregierung in Washington an. Er lehnte den 14. Verfassungszusatz ab, der den früheren Sklaven die Bürgerrechte verlieh, und bekämpfte das Rekonstruktionsgesetz der Bundesregierung.
Als ihn General George G. Meade, der kommandierende Offizier im besetzten Georgia, aufforderte, eine Versammlung einzuberufen, die den Bundesgesetzen zustimmen sollte, verweigerten Jenkins und sein Finanzminister John Jones den Gehorsam. General Meade enthob ihn daraufhin seines Amtes und ersetzte ihn durch General Thomas H. Ruger, der dann als Militärgouverneur amtierte. Jenkins und Jones verließen Georgia fluchtartig. Allerdings nahmen sie die Staatsinsignien und wichtige Dokumente auf ihrer Flucht mit. Der Finanzminister schaffte 400,000 Dollar auf ein Bankkonto in New York. Im Exil rief der Ex-Gouverneur den Obersten Gerichtshof der USA an, der es aber ablehnte, seinen Fall zu verhandeln. Nach zwei Jahren kehrte er 1870 nach Georgia zurück. Als 1872 mit James Milton Smith ein Demokrat zum neuen Gouverneur gewählt wurde, übergab er diesem als „erstem rechtmäßigen Amtsnachfolger“ das 1868 entführte Staatseigentum.
Nach ihm ist das Jenkins County in Georgia benannt.

## Lebensabend und Tod
1877 war er noch einmal Vorsitzender eines neuen verfassungsgebenden Konvents. Ansonsten zog er sich aber aus der Öffentlichkeit zurück. Er starb im Juni 1883 in Augusta. Mit seiner ersten Frau Sarah Seaborn Jones hatte er drei Kinder. In zweiter Ehe war er mit Emily Gertrude Barnes verheiratet.